# Mhorag
Mhorag [ˈvɔrak] (gälisch: Geist des Sees), auch Morag oder Maggie, ist der Name eines plesiosaurierähnlichen Seeungeheuers, das angeblich im Loch Morar in Schottland leben soll.

## Beschreibung
Die Mhorag wird als sechs bis neun Meter langes Monster mit Höckern beschrieben und weist dadurch große Ähnlichkeit mit dem Ungeheuer von Loch Ness auf.

## Angebliche Sichtungen
Mhorag wurde seit Januar 1887 etwa 30 mal beobachtet, u. a.:
- 16. August 1969: Die Fischer Duncan McDonell und William Simpson sahen abends auf dem Loch Morar ein fast 10 Meter langes Monster mit 20 Zentimeter dickem Kopf, drei Höckern auf dem Rücken und brauner Haut. Das Seeungeheuer soll gegen das Boot geschwommen sein und versucht haben, es zu attackieren. Erst als die Fischer auf Mhorag schossen, tauchte es im Wasser unter.
- September 1958: Dr. George Cooper sichtete das Monster und erstellte eine Zeichnung von ihm.
- 1970: Neil Bass, ein Mitglied des Loch Ness Investigation Bureau, sichtete das Seeungeheuer.
- April 1971: Ewan Gillies und sein Sohn John beobachteten angeblich das Seeungeheuer vom Ufer aus, als es durch das Loch Morar schwamm. Ihrer Schilderung zufolge war Mhorag etwa 6 Meter lang, trug einen kleinen Kopf, der nicht dicker als sein langer, schlanker Hals war, und hatte zwei oder drei Höcker auf dem Rücken. Sie fotografierten es, auf den Bildern war allerdings nichts Ungewöhnliches zu sehen.
- 1996: Ein Taucher, der das Seeungeheuer im Loch Morar suchte, fand in etwa 18 Metern Tiefe ein Skelett. Dieses stammte von einem Hirsch, den er als Rest von Mhorags Jagdbeute deutete.